# Церква Святого Юрія (Старе Місто)
Церква Святого Юрія в Старому Місті — парафія і храм греко-католицької громади Підгаєцького деканату Бучацької єпархії Української греко-католицької церкви в селі Старе Місто Тернопільського району Тернопільської области.
Храми Святого Юрія і Покрови Пресвятої Богородиці оголошені пам'ятками архітектури місцевого значення.

## Історія церкви
Перший храм Святого Юрія був збудований у 1688 році. Парафія має дві церкви: Святого Юрія і Покрови Пресвятої Богородиці. На місці старої дерев'яної церкви Святого Юрія у 1898 році звели нову, кам'яну. Фундатором був Кость Мартинець. У 1920 році житель села Андрій Папіш виготовив кам'яні фігури Святого Юрія та святих верховних апостолів Петра і Павла. Церква Покрови Пресвятої Богородиці, що на дільниці «Тудинка», була збудована у 1706 році за кошти громади та дідича Єжи Потоцького. У 1906 році вона виконувала функцію цвинтарної каплиці.
У 1946–1961 роках парафія і храм Святого Юрія належали Московському патріархату. У травні 1961 року державна влада закрила церкву, а у 1977 році, завдяки голові колгоспу Івану Потупі, в ній відкрили музей замість складу міндобрив. Греко-католицькі відправи відновилися у листопаді-грудні 1989 року в церкві Покрови Пресвятої Богородиці на «Тулинці».
Перша Служба Божа відбулася 4 грудня 1989 року в храмі Покрови, а 4 лютого 1990 року — в храмі Святого Юрія, яку очолив о. Василь Семенюк. На храмовий празник Святого Юрія першу архиєрейську Службу Божу відправив владика Михаїл Сабрига. Іконостас для церкви Святого Юрія виготовили Василь Тимура і Роман Цюрпіта у 1992 році, а розписали храм Ярослав Дідуник, Петро Шептак та Ігор Тесельський у 1997 році.
На парафії проводилися місії у 1993, 1994 та 1998 роках. Остання місія, проведена о. Михайлом Шевчишиним, відновила парафіяльне братство «Матері Божої Неустанної Помочі». На території парафії є пам'ятник Святому Миколаю, фігура Матері Божої, відновлена родиною Романа та Марії Пнях, фігура Ісуса Христа на подвір'ї сім'ї Богдана Шаля, а також капличка Святого Миколая біля церкви Святого Юрія.
При парафії діють: спільнота «Матері в молитві», братство «Матері Божої Неустанної Помочі», «Апостольство молитви» та Вівтарна дружина.

## Парохи
- о. Роман Гуглевич (1709—1731),
- о. Роман Задуманій (1731),
- о. Іван Завальний (1731),
- о. Іван Залужний (1743),
- о. Іван Завалькевич (1759),
- о. Іван Завальний (1770),
- о. Йосиф Лісенський (1788),
- о. Михайло Блозовський (1930),
- о. Михайло Кузьма (1931—1933),
- о. Василь Джиджора (1935—1938),
- о. Ярослав Княшницький (1931—1943),
- о. Івахів (1943—1944),
- о. Лігши Косар (1945),
- о. Гумнипький (1946—1948),
- о. Курій Пашківськіїй (1948—1955),
- о. Володимир Королюк (1955—1961),
- о. Василь Семенюк,
- о. Ярослав-Василь Івасюк,
- о. Петро-Роман Шафран,
- о. Дмитро Долішняк,
- о. Іван Колодій,
- о. Степан Захарків, ЧНІ,
- о. Павло Коваль,
- о. Омелян Гадзевич,
- о. Микола Малярчук,
- о. Василь Семенюк,
- о. Василь Івасюк (1990—1993),
- о. Володимир Люшняк,
- о. Іван Хрептак (1991),
- о. диякон Ярослав Мендюк (1992—1993),
- о. Михайло Касіян (1992—1993),
- о. Микола Мидляк (з березня 1993).